# Senatori del Wyoming
Il Wyoming è entrato a far parte degli Stati Uniti d'America il 10 luglio 1890. I senatori del Wyoming appartengono alle classi 1 e 2; gli attuali senatori sono i repubblicani John Barrasso e Cynthia Lummis.

## Classe 1
| N.      | Foto    | Senatore            | Partito | Partito      | Carica           | Carica           | Congresso                                                             | Mandati               | Elezioni                                                                              |
| N.      | Foto    | Senatore            | Partito | Partito      | Inizio           | Termine          | Congresso                                                             | Mandati               | Elezioni                                                                              |
| ------- | ------- | ------------------- | ------- | ------------ | ---------------- | ---------------- | --------------------------------------------------------------------- | --------------------- | ------------------------------------------------------------------------------------- |
| Vacante | Vacante | Vacante             | Vacante | Vacante      | 10 luglio 1890   | 18 novembre 1890 | 51                                                                    | Elezione non riuscita | Elezione non riuscita                                                                 |
| 1       |         | Francis E. Warren   |         | Repubblicano | 18 novembre 1890 | 4 marzo 1893     | 51 · 52                                                               | 1⁄2                   | 1890 Perse la rielezione                                                              |
| Vacante | Vacante | Vacante             | Vacante | Vacante      | 4 marzo 1893     | 23 gennaio 1895  | 53                                                                    | Elezione non riuscita | Elezione non riuscita                                                                 |
| 2       |         | Clarence D. Clark   |         | Repubblicano | 23 gennaio 1895  | 4 marzo 1917     | 53 · 54 · 55 · 56 · 57 · 58 · 59 · 60 · 61 · 62 · 63 · 64             | 3 1⁄2                 | 1895 · 1899 · 1905 · 1911 Perse la rielezione                                         |
| 3       |         | John B. Kendrick    |         | Democratico  | 4 marzo 1917     | 3 novembre 1933  | 65 · 66 · 67 · 68 · 69 · 70 · 71 · 72 · 73                            | 2 1⁄2                 | 1916 · 1922 · 1928 Deceduto                                                           |
| Vacante | Vacante | Vacante             | Vacante | Vacante      | 3 novembre 1933  | 18 dicembre 1933 | 73                                                                    |                       |                                                                                       |
| 4       |         | Joseph C. O'Mahoney |         | Democratico  | 18 dicembre 1933 | 3 gennaio 1953   | 73 · 74 · 75 · 76 · 77 · 78 · 79 · 80 · 81 · 82                       | 3 1⁄2                 | Eletto per completare il mandato di Kendrick · 1934 · 1940 · 1946 Perse la rielezione |
| 5       |         | Frank A. Barrett    |         | Repubblicano | 3 gennaio 1953   | 3 gennaio 1959   | 83 · 84 · 85                                                          | 1                     | 1952 Perse la rielezione                                                              |
| 6       |         | Gale W. McGee       |         | Democratico  | 3 gennaio 1953   | 3 gennaio 1977   | 86 · 87 · 88 · 89 · 90 · 91 · 92 · 93 · 94                            | 3                     | 1958 · 1964 · 1970 Perse la rielezione                                                |
| 7       |         | Malcolm Wallop      |         | Repubblicano | 3 gennaio 1977   | 3 gennaio 1995   | 95 · 96 · 97 · 98 · 99 · 100 · 101 · 102 · 103                        | 3                     | 1976 · 1982 · 1988 Non ricandidatosi                                                  |
| 8       |         | Craig Thomas        |         | Repubblicano | 3 gennaio 1995   | 4 giugno 2007    | 104 · 105 · 106 · 107 · 108 · 109 · 110                               | 2 1⁄2                 | 1994 · 2000 · 2006 Deceduto                                                           |
| Vacante | Vacante | Vacante             | Vacante | Vacante      | 4 giugno 2007    | 22 giugno 2007   | 110                                                                   |                       |                                                                                       |
| 9       |         | John Barrasso       |         | Repubblicano | 22 giugno 2007   | In carica        | 110 · 111 · 112 · 113 · 114 · 115 · 116 · 117 · 118 · 119 · 120 · 121 | 3 1⁄2                 | Eletto per terminare il mandato di Thomas · 2012 · 2018 · 2024                        |

## Classe 2
| N.      | Foto    | Senatore            | Partito | Partito      | Carica           | Carica           | Congresso                                                                               | Mandati               | Elezioni                                                             |
| N.      | Foto    | Senatore            | Partito | Partito      | Inizio           | Termine          | Congresso                                                                               | Mandati               | Elezioni                                                             |
| ------- | ------- | ------------------- | ------- | ------------ | ---------------- | ---------------- | --------------------------------------------------------------------------------------- | --------------------- | -------------------------------------------------------------------- |
| Vacante | Vacante | Vacante             | Vacante | Vacante      | 10 luglio 1890   | 15 novembre 1890 | 51                                                                                      | Elezione non riuscita | Elezione non riuscita                                                |
| 1       |         | Joseph M. Carey     |         | Repubblicano | 15 novembre 1890 | 3 marzo 1895     | 51 · 52 · 53                                                                            | 1                     | 1890 Perse la rielezione                                             |
| 2       |         | Francis E. Warren   |         | Repubblicano | 4 marzo 1895     | 24 novembre 1929 | 54 · 55 · 56 · 57 · 58 · 59 · 60 · 61 · 62 · 63 · 64 · 65 · 66 · 67 · 68 · 69 · 70 · 71 | 5 1⁄2                 | 1895 · 1901 · 1907 · 1913 · 1918 · 1924 Deceduto                     |
| Vacante | Vacante | Vacante             | Vacante | Vacante      | 24 novembre 1929 | 5 dicembre 1929  | 71                                                                                      |                       |                                                                      |
| 3       |         | Patrick J. Sullivan |         | Repubblicano | 5 dicembre 1929  | 20 novembre 1930 | 71                                                                                      | 1⁄2                   | Nominato per continuare il mandato di Warren Dimessosi               |
| Vacante | Vacante | Vacante             | Vacante | Vacante      | 20 novembre 1930 | 1 dicembre 1930  | 71                                                                                      |                       |                                                                      |
| 4       |         | Robert D. Carey     |         | Repubblicano | 1 dicembre 1930  | 3 gennaio 1937   | 71 · 72 · 73 · 74                                                                       | 1                     | Eletto per terminare il mandato di Warren · 1930 Perse la rielezione |
| 5       |         | Henry H. Schwartz   |         | Democratico  | 3 gennaio 1937   | 3 gennaio 1943   | 75 · 76 · 77                                                                            | 1                     | 1936 Perse la rielezione                                             |
| 6       |         | Edward V. Robertson |         | Repubblicano | 3 gennaio 1943   | 3 gennaio 1949   | 78 · 79 · 80                                                                            | 1                     | 1942 Perse la rielezione                                             |
| 7       |         | Lester C. Hunt      |         | Democratico  | 3 gennaio 1949   | 19 giugno 1954   | 81 · 82 · 83                                                                            | 1⁄2                   | 1948 Deceduto                                                        |
| Vacante | Vacante | Vacante             | Vacante | Vacante      | 19 giugno 1954   | 24 giugno 1954   | 83                                                                                      |                       |                                                                      |
| 8       |         | Edward D. Crippa    |         | Repubblicano | 24 giugno 1954   | 28 novembre 1954 | 83                                                                                      | 1⁄2                   | Nominato per continuare il mandato di Hunt Non ricandidatosi         |
| 9       |         | Joseph C. O'Mahoney |         | Democratico  | 29 novembre 1954 | 3 gennaio 1961   | 83 · 84 · 85 · 86                                                                       | 1 1⁄2                 | Eletto per terminare il mandato di Hunt · 1954 Non ricandidatosi     |
| 10      |         | John J. Hickey      |         | Democratico  | 3 gennaio 1961   | 6 novembre 1962  | 87                                                                                      | 1⁄2                   | Nominato per iniziare il mandato Perse l'elezione                    |
| 11      |         | Milward L. Simpson  |         | Repubblicano | 7 novembre 1962  | 3 gennaio 1967   | 87 · 88 · 89                                                                            | 1⁄2                   | Eletto per terminare il mandato di Thomson Non ricandidatosi         |
| 12      |         | Clifford P. Hansen  |         | Repubblicano | 3 gennaio 1967   | 31 dicembre 1978 | 90 · 91 · 92 · 93 · 94 · 95                                                             | 2                     | 1966 · 1972 Dimessosi                                                |
| 13      |         | Alan K. Simpson     |         | Repubblicano | 1 gennaio 1979   | 3 gennaio 1997   | 95 · 96 · 97 · 98 · 99 · 100 · 101 · 102 · 103 · 104                                    | 3                     | 1978 · 1984 · 1990 Non ricandidatosi                                 |
| 14      |         | Mike Enzi           |         | Repubblicano | 3 gennaio 1997   | 3 gennaio 2021   | 105 · 106 · 107 · 108 · 109 · 110 · 111 · 112 · 113 · 114 · 115 · 116                   | 4                     | 1996 · 2002 · 2008 · 2014 Non ricandidatosi                          |
| 15      |         | Cynthia Lummis      |         | Repubblicano | 3 gennaio 2021   | In carica        | 117 · 118 · 119                                                                         | 1                     | 2020                                                                 |